# アラー・アブデルナビー
アラー・アブデルナビー（Alaa Abdelnaby 1968年6月24日- ）はエジプトカイロ出身のバスケットボール選手。エジプト人として初めてNBA選手となった。

## 経歴
ニュージャージー州ナトリー、ブルームフィールドで育った。
高校時代の1986年にマクドナルド・オールアメリカンに選出された。1986年から1990年までデューク大学に在籍し4年次にはアトランティック・コースト・カンファレンスのサードチームに選ばれた。この年チームはNCAAトーナメント決勝に進んだがUNLVに敗れた。1990年のNBAドラフト1巡目全体25位でポートランド・トレイルブレイザーズに指名されて入団した。この年チームはウェスタン・カンファレンス最高勝率の63勝19敗をあげたがカンファレンスファイナルでロサンゼルス・レイカーズに敗れた。2年目となった1991-1992シーズン、彼は71試合に出場しチームはNBAファイナルに進出したが2勝4敗でシカゴ・ブルズに敗れた。1992年7月1日、トレーシー・マレーと引き換えでミルウォーキー・バックスに移籍、さらに同年12月4日にジョン・バリーと引き換えでボストン・セルティックスに移籍した。
1994年7月26日にフリーエージェントでサクラメント・キングスに入団、翌1995年3月21日に解雇され、3月24日からフィラデルフィア・セブンティシクサーズと2度の10日間契約を結んだが4月12日に解雇された。その後同年10月6日にゴールデンステート・ウォリアーズと契約したが同月18日に解雇された。
その後ギリシャ、フランス、CBAなどでプレーした。